# 49e division de réserve (Empire allemand)
La 49e division de réserve est une unité de l'armée allemande qui participe à la Première Guerre mondiale.

## Première Guerre mondiale

### Composition

#### Composition à la mobilisation - 1915
- 97e brigade d'infanterie de réserve

225e régiment d'infanterie de réserve
226e régiment d'infanterie de réserve
- 98e brigade d'infanterie de réserve

227e régiment d'infanterie de réserve
228e régiment d'infanterie de réserve
- 21e bataillon de jäger de réserve
- 49e détachement de cavalerie de réserve
- 49e régiment d'artillerie de campagne de réserve (9 batteries)
- 49e compagnie de pionniers de réserve

#### 1916
- 97e brigade d'infanterie de réserve

225e régiment d'infanterie de réserve
226e régiment d'infanterie de réserve
228e régiment d'infanterie de réserve
- 21e bataillon de jäger de réserve
- 49e détachement de cavalerie de réserve
- 49e régiment d'artillerie de campagne de réserve (9 batteries)
- 49e compagnie de pionniers de réserve

#### 1917
- 97e brigade d'infanterie de réserve

225e régiment d'infanterie de réserve
226e régiment d'infanterie de réserve
228e régiment d'infanterie de réserve
- 49e détachement de cavalerie de réserve
- 49e commandement d'artillerie divisionnaire

49e régiment d'artillerie de campagne de réserve (9 batteries)
- 349e bataillon de pionniers

#### 1918
- 97e brigade d'infanterie de réserve

225e régiment d'infanterie de réserve
226e régiment d'infanterie de réserve
228e régiment d'infanterie de réserve
- 2e escadron du 2e régiment de dragons de la Garde
- 49e commandement d'artillerie divisionnaire

49e régiment d'artillerie de campagne de réserve (9 batteries)
1er bataillon du 25e régiment d'artillerie à pied (1re, 2e et 4e batteries)
- 349e bataillon de pionniers

### Historique
Au déclenchement du conflit, la 49e division de réserve forme avec la 50e division de réserve le 25e corps de réserve.

## Chefs de corps
| Grade                  | Nom                                     | Date                                 |
| ---------------------- | --------------------------------------- | ------------------------------------ |
| General der Infanterie | Alfred von Briesen                      | 25 septembre - 11 novembre 1914      |
| Generalleutnant        | Anton von Thiesenhausen                 | 12 - 21 novembre 1914                |
| Generalleutnant        | Ferdinand Waenker von Dankenschweil     | 22 - 23 novembre 1914                |
| Generalleutnant        | Anton von Thiesenhausen                 | 23 - 24 novembre 1914                |
| Generalmajor           | Viktor Hahndorff                        | 25 novembre 1914 - 3 septembre 1915  |
| General der Kavallerie | Friedrich von Bernhardi                 | 4 septembre 1915 - 30 septembre 1916 |
| Generalmajor           | Eugen von Zoellner (de)                 | 1er octobre 1916 - 17 janvier 1917   |
| Generalmajor           | Fritz von Unger                         | 18 janvier 1917 - 14 janvier 1918    |
| Generalmajor           | Oskar Zanke                             | 15 janvier - 8 mars 1918             |
| Generalmajor           | Ernst von Uechtritz und Steinkirch (de) | 9 mars - 19 décembre 1918            |